# Avellana Gold
Avellana Gold Ltd. — міжнародна інвестиційна компанія, заснована громадянином США Брайаном Чарльзом Севеджем. У компанії зібрана команда міжнародних фахівців з більш ніж 100-річним сукупним досвідом у галузі видобування, відомими за реалізацією проектів у Канаді, Республіці Конго, Республіці Гвінея, Казахстані, Бразилії, Туреччині та Узбекистані.
Компанія Avellana Gold працює в Україні з 2016 року та інвестує в розробку родовищ поліметалічних руд на Закарпатті. Компанія входить до European Business Association з 2017 року; Компанія є членом British Chambers of Commerce з 2019 року[відсутнє в джерелі] та учасником Канадсько-українського проекту підтримки торгівлі та інвестицій (CUTIS).

## Діяльність компанії
У 2016 році Avellana Gold почала роботу в Україні. З 2016 по 2019 рр. було підготовлено геологічні звіти й оцифровано геологічну інформацію, а також під керівництвом англійських геологів компанії Wardell Armstrong розроблено 3D-модель Мужіївського родовища й концепцію його розробки згідно з сучасними технологіями[джерело?].
У 2019 році компанія завершила будівництво нової гравітаційної збагачувальної фабрики потужністю переробки до 300 тис. тонн руди на рік. Також розпочала перший етап розвитку родовища — екологічний проект. Він включає переробку відвалів, які залишилися на території Мужіївського родовища від діяльності попередніх підприємств та накопичувалися протягом майже 30 років. Відвали містять сульфідні мінерали заліза, свинцю і цинку, що негативно впливають на довкілля, в першу чергу — на поверхневі води. Кількість відвалів складає близько 130 тис. тонн.
Avellana Gold розробила екологічну технологію переробки: завдяки спеціальній технологічній схемі відвали будуть очищені від важких металів на 85-90%, а замкнутий цикл виробництва дозволить повторно використовувати 85% води від потрібної кількості. Завершальним етапом екологічного проекту стане рекультивація території родовища — очищену породу компанія засипле родючим ґрунтом. Інвестиції на цьому етапі склали понад 5 млн доларів.
У 2020 році компанія Avellana Gold завершила комп'ютерне моделювання верхньої частини розрізу Мужіївського родовища, щоб максимально точно підрахувати кількість запасів різних руд, залишених у надрах попереднім надрокористувачем, який займався видобутком у 2000-2006 роках.  Також важливо було визначити якість руд та можливість їхнього видобутку.
Наступні етапи, які оголосила в своїх планах компанія, — додаткова  геологічна розвідка та відновлення підземної інфраструктури, завершення дослідження економічної обґрунтованості (BFS) для проєкту підземного видобування (плановий об’єм переробки руди — до 200 тис. тонн на рік) і будівництво нового гравітаційно-флотаційного комплексу потужністю 500 тис. тонн руди на рік; 1,25 млн унцій AuEq.

## Команда
Брайан Ч. Севедж (Brian C Savage) — голова, генеральний директор та акціонер Avellana Gold Ltd. Має 35-річний досвід роботи у галузі. Також Брайан є керівником та засновником компанії Sage Management LLC, компанії для консультацій щодо капіталовкладень, розвідувальних робіт, добування, обробки та стратегічного бачення в галузі розробки родовищ корисних копалин, зокрема металів.
Андрій Смолін —керівник українського представництва компанії Avellana Gold. Раніше — інвестиційний банкір, займався управлінським консалтингом як співзасновник Astrum Investment management та в співпраці з  компаніями Vertex Investment Group та Investohills Capital, професійний стаж — угоди та проекти на більш ніж 400 мільйонів доларів.